# Parafia Wszystkich Świętych w Łaziskach
Parafia pw. Wszystkich Świętych w Łaziskach – katolicka parafia w dekanacie gorzyckim, istniejąca od 29 stycznia 1978 roku. Teren parafii pierwotnie należał do parafii w Godowie. W Łaziskach istniał jednak od co najmniej XV wieku kościół filiarny pw. Wszystkich Świętych.